# On the Desert Road
On the Desert Road est un cha-cha-cha composé en 1953 par Charles Telmage et interprété initialement par Juan Montego & The Kingston Orchestra.

## Utilisation
Cette musique a été reprise de multiples fois dans des émissions de radio et télévision en France :
- c'est l'indicatif musical du générique de l'émission de la télévision française La Séquence du spectateur[1],[2],[3] ;
- c'est le fond sonore du jeu Kikidonc dans l'émission le Star System animée par Max à la fin des années 1990, une série de canulars sous le prétexte d'un faux jeu radiophonique[4] ;
- c'est le coming-next qui annonce la séquence météo du vendredi de Charlotte Le Bon pour le Grand Journal de Canal+ en 2010-2011, dans laquelle elle incarne une speakerine des années soixante ;
- c'est l'indicatif du générique du documentaire La Gueule de l'emploi, documentaire relatif aux méthodes de recrutement ;
- c'est l'indicatif du début de la séquence du consommateur dans l’émission matinale Service public de France Inter depuis septembre 2011.

## Pour approfondir